# Kamil Jóźwiak
Kamil Jóźwiak (Międzyrzecz, 22 april 1998) is een Pools voetballer die bij voorkeur als aanvaller speelt. Hij is sinds februari 2024 speler van het Spaanse Granada. Jóźwiak debuteerde in 2019 in het Pools voetbalelftal.

## Spelerscarrière
Jóźwiak speelde in de jeugd bij Junior Zbąszynek en UKP Zielona Góra voor hij in 2011 bij profclub Lech Poznań terechtkwam. Daar debuteerde hij op 28 februari 2016 in de hoofdmacht in een verloren thuisduel met Jagiellonia Białystok (0–2). Dat seizoen werd de Poolse supercup gewonnen door een overwinning op Legia Warschau (4–1). Jóźwiak werd in 2017 uitgeleend aan GKS Katowice om ervaring op te doen. Jóźwiak werd in de seizoenen 2018/19 en 2019/20 een onbetwiste basisspeler bij Lech Poznań en speelde meer dan honderd duels voor de club. Door zijn prestaties kwam hij in het vizier van Derby County FC, waar hij op 16 september 2020 een contract tekende. Drie dagen later debuteerde hij in de basis tegen Luton Town FC. Op 16 december 2020 maakte Jóźwiak zijn eerste doelpunt voor de club, in de met 2–0 gewonnen thuiswedstrijd tegen Swansea City AFC. Hij kwam in zijn eerste seizoen tot 41 optredens, waarvan hij er dertig in de basis begon. Zijn tweede seizoen verliep stroever en op 11 maart 2022 werd hij voor €2,36 miljoen verkocht aan het Amerikaanse Charlotte FC.

## Interlandcarrière
Jóźwiak debuteerde op 19 november 2019 in het Pools voetbalelftal in een met 3–2 gewonnen EK-kwalificatieduel tegen Slovenië. Hij kwam in de 86e minuut in het veld voor Sebastian Szymański. Jóźwiak maakte zijn eerste doelpunt voor Polen op 18 november 2020 tegen Nederland in de UEFA Nations League. Hij maakte deel uit van de Poolse selectie voor het uitgestelde EK 2020, waar Polen niet verder kwam dan de groepsfase. Jóźwiak speelde alle duels.
| Interlands van Kamil Jóźwiak voor Polen | Interlands van Kamil Jóźwiak voor Polen | Interlands van Kamil Jóźwiak voor Polen | Interlands van Kamil Jóźwiak voor Polen | Interlands van Kamil Jóźwiak voor Polen | Interlands van Kamil Jóźwiak voor Polen |
| No.                                     | Datum                                   | Wedstrijd                               | Uitslag                                 | Competitie                              | Bijz.                                   |
| Als speler van Lech Poznań              | Als speler van Lech Poznań              | Als speler van Lech Poznań              | Als speler van Lech Poznań              | Als speler van Lech Poznań              | Als speler van Lech Poznań              |
| --------------------------------------- | --------------------------------------- | --------------------------------------- | --------------------------------------- | --------------------------------------- | --------------------------------------- |
| 1                                       | 19 november 2019                        | Polen – Slovenië                        | 3 – 2                                   | EK 2020 kwalificatie                    |                                         |
| 2                                       | 4 september 2020                        | Nederland – Polen                       | 1 – 0                                   | UEFA Nations League                     |                                         |
| 3                                       | 7 september 2020                        | Bosnië en Herzegovina – Polen           | 1 – 2                                   | UEFA Nations League                     |                                         |
| Als speler van Derby County FC          |                                         |                                         |                                         |                                         |                                         |
| 4                                       | 7 oktober 2020                          | Polen – Finland                         | 5 – 1                                   | Vriendschappelijk                       |                                         |
| 5                                       | 11 oktober 2020                         | Polen – Italië                          | 0 – 0                                   | UEFA Nations League                     |                                         |
| 6                                       | 14 oktober 2020                         | Polen – Bosnië en Herzegovina           | 3 – 0                                   | UEFA Nations League                     |                                         |
| 7                                       | 11 november 2020                        | Polen – Oekraïne                        | 2 – 0                                   | Vriendschappelijk                       |                                         |
| 8                                       | 15 november 2020                        | Italië – Polen                          | 2 – 0                                   | UEFA Nations League                     |                                         |
| 9                                       | 18 november 2020                        | Polen – Nederland                       | 1 – 2                                   | UEFA Nations League                     | 5'                                      |
| 10                                      | 25 maart 2021                           | Hongarije – Polen                       | 3 – 3                                   | WK 2022 kwalificatie                    | 61'                                     |
| 11                                      | 28 maart 2021                           | Polen – Andorra                         | 3 – 0                                   | WK 2022 kwalificatie                    |                                         |
| 12                                      | 31 maart 2021                           | Engeland – Polen                        | 2 – 1                                   | WK 2022 kwalificatie                    |                                         |
| 13                                      | 1 juni 2021                             | Polen – Rusland                         | 1 – 1                                   | Vriendschappelijk                       |                                         |
| 14                                      | 8 juni 2021                             | Polen – IJsland                         | 2 – 2                                   | Vriendschappelijk                       |                                         |
| 15                                      | 14 juni 2021                            | Polen – Slowakije                       | 1 – 2                                   | EK 2020 – Groepsfase                    |                                         |
| 16                                      | 18 juni 2021                            | Spanje – Polen                          | 1 – 1                                   | EK 2020 – Groepsfase                    |                                         |
| 17                                      | 23 juni 2021                            | Zweden – Polen                          | 3 – 2                                   | EK 2020 – Groepsfase                    |                                         |
| 18                                      | 2 september 2021                        | Polen – Albanië                         | 4 – 1                                   | WK 2022 kwalificatie                    |                                         |
| 19                                      | 8 september 2021                        | Polen – Engeland                        | 1 – 1                                   | WK 2022 kwalificatie                    |                                         |
| 20                                      | 12 oktober 2021                         | Albanië – Polen                         | 0 – 1                                   | WK 2022 kwalificatie                    |                                         |
| 21                                      | 12 november 2021                        | Andorra – Polen                         | 1 – 4                                   | WK 2022 kwalificatie                    | 11'                                     |
| 22                                      | 15 november 2021                        | Polen – Hongarije                       | 1 – 2                                   | WK 2022 kwalificatie                    |                                         |

## Erelijst
Lech Poznań
- Poolse supercup

2016